# Liste der Monuments historiques in Bettoncourt
Die Liste der Monuments historiques in Bettoncourt führt die Monuments historiques in der französischen Gemeinde Bettoncourt auf.

## Liste der Objekte
| Bezeichnung                                           | Beschreibung                          | Standort                            | Kennzeichnung | Schutzstatus | Datum | Bild |
| ----------------------------------------------------- | ------------------------------------- | ----------------------------------- | ------------- | ------------ | ----- | ---- |
| Gemälde Heiliger Nikolaus und heiliger Karl Borromäus | Ölfarbe auf Leinwand, 18. Jahrhundert | in der Kirche Saint-Matthieu (Lage) | PM88000064    | Classé       | 1968  |      |